# Testamento de Georg Friedrich Händel

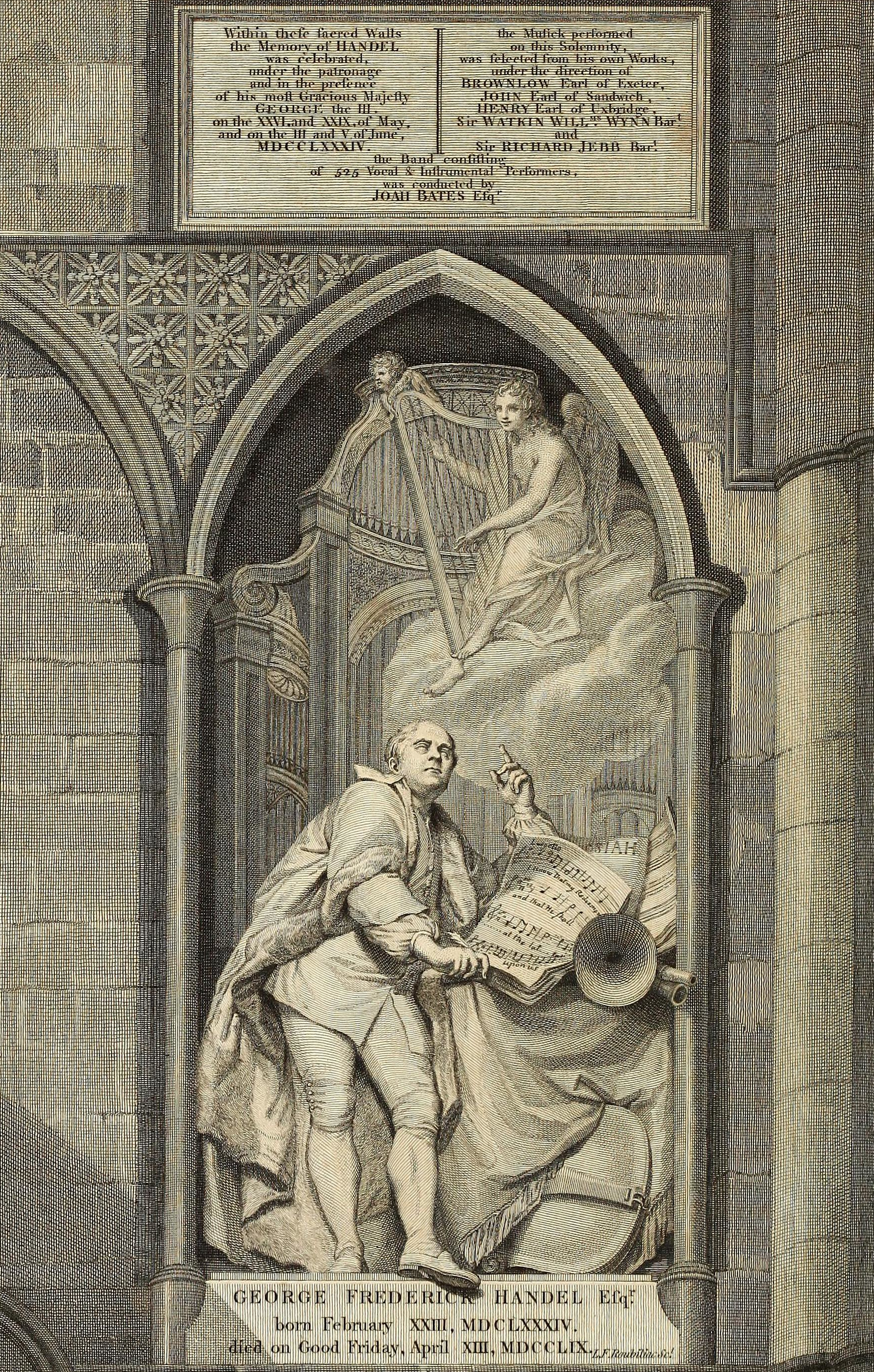
Monumento de Handel en la Abadía de Westminster con la placa registrando su conmemoración.

Georg Friedrich Händel (23 de febrero de 1685;– 14 de abril de 1759) escribe su testamento en varios años y con varios codicilios. Handel hizo la primera versión de su testamento cuando le quedaban nueve años de vida y lo completó (con el codicilio final) tres días antes de su muerte. El testamento de Handel comienza como sigue:

In the Name of God Amen.
I George Frideric Handel considering the Uncertainty of human Life doe make this my Will in manner following
Viz.
...

 (En el Nombre de Dios Amén.
Yo George Frideric Handel, considerando la incertidumbre de la vida humana, hago que esta sea mi Voluntad de la siguiente manera...)

## Partes del testamento
La siguiente tabla documenta las fechas del testamento original y los cuatro codicilios, así como las declaraciones de los testigos al final de cada parte del testamento.
| Fecha               | Parte             | Declaración de voluntad |
| ------------------- | ----------------- | --- |
| 1º junio 1750       | Voluntad original | Como prueba de lo anterior, he colocado mi firma el 1 de junio de 1750. GEORGE FREDERIC HANDEL |
| 6 de agosto de 1756 | Codicilio         | Como prueba de esto, he puesto mi firma y el sello, el seis de agosto de mil setecientos cincuenta y seis.. GEORGE FREDERIC HANDEL. "En el día y año escrito arriba, este codicilo se leyó a George Frideric Handel y fue firmado y publicado por él en nuestra presencia." Tho. Harris. John Hetherington. |
| 22 de marzo de 1757 | Codicilio         | Como prueba de ello, he puesto mi firma, el día veintidós de marzo de mil setecientos cincuenta y siete. GEORGE FREDERIC HANDEL. "En el día y año escrito arriba, este codicilo se leyó a George Frideric Handel y fue firmado y publicado por él en nuestra presencia." Tho. Harris. John Hetherington.    |
| 4 de agosto de 1757 | Codicilio         | Como prueba de esto, he puesto mi firma, este día 4 de agosto, mil setecientos cincuenta y siete. GEORGE FREDERIC HANDEL. "En el día y año escrito arriba, este codicilo se leyó a George Frideric Handel y fue firmado y publicado por él en nuestra presencia." Tho. Harris. John Hetherington.           |
| 11 de abril de 1759 | Codicillo         | Como prueba de esto, puse mi firma y sello, este día once de abril de 1759.. G. F. HANDEL. "Este codicilo se leyó a George Frideric Handel y fue firmado y publicado por él, en presencia, en el día y año escrito arriba, de nuestra persona." A. S. Rudd. J. Christopher Smith.                           |

## Testamento de Händel
El contenido de cada parte del testamento de Händel se detalla en la siguiente tabla. 
| Fecha de la voluntad | Elemento | Beneficiario                                                                                       | Legado | Nota |
| -------------------- | -------- | -------------------------------------------------------------------------------------------------- | --- | --- |
| 1º junio 1750        | 1        | Peter Le Blond                                                                                     | "mis vestidos y sabanas" | Peter Le Blond era criado de Händel. |
| 1º junio 1750        | 2        | Peter le Blond                                                                                     | 300 libras | El legado a Le Blond no se hizo efectivo porque murió antes que Händel. |
| 1º junio 1750        | 3        | Otros criados de Händel                                                                            | "un año de Salario" | |
| 1º junio 1750        | 4        | Christopher Smith (1712-1795)                                                                      | "Mi gran clavicémbalo, y mi pequeño Organo de casa, y mis libros de Música"                                                                 | |
| 1º junio 1750        | 5        | Christopher Smith                                                                                  | 500 libras | |
| 1º junio 1750        | 6        | James Hunter                                                                                       | 500 libras | |
| 1º junio 1750        | 7        | Christian Gottlieb Händel (1714-hacia 1757)                                                        | 100 libras | Christian (que vivía en Copenhague) era nieto del hermano de Händel, Karl. |
| 1º junio 1750        | 8        | Magister Christian August Rotth (1685-1752)                                                        | 100 libras | Cuñado de Händel, en Halle. |
| 1º junio 1750        | 9        | Viuda de George Taust Jr.                                                                          | 300 libras | La tía de Händel, era la viuda de George Taust Jr (párroco de Giebichenstein, cerca de Halle). El legado nunca fue remitido ya que la viuda murió antes de que Handel.                                                                                                |
| 1º junio 1750        | 10       | Viuda de Taust y seis hijos.                                                                       | 1.200 libras | A cada uno de los hijos le adjudicó 200 libras. (Uno de ellos murió antes que Händel) |
| 1º junio 1750        | 11       | Johanna Fridericia Floerken                                                                        | ""Todo el resto y lo que quede de mi patrimonio en rendimientos bancaraios anuales, 1746, sft. sub. o de cualquier otro tipo o naturaleza"" | Johanna (de Gotha en Sajonia, nacida Michaelsen en Halle) era la sobrina de Händel. Su inclusión en el testamento la convirtió en la única ejecutora de la voluntad de Händel.                                                                                        |
| 6 de agosto de 1756  | 12       | Peter Le Blond                                                                                     | 200 libras | Además del legado previo. |
| 6 de agosto de 1756  | 13       | Christopher Smith                                                                                  | 1.500 libras | Además del legado previo. |
| 6 de agosto de 1756  | 14       | Christian Gottlieb Handel                                                                          | 200 libras | Además del legado previo. |
| 6 de agosto de 1756  | 15       | La viuda del Magister Christian August Rotth                                                       | 100 libras | Además del legado previo. Magister Christian August Roth murió después del testamento de Händel de 1750. Händel escribe que si la viuda de Roth muriera, debería darse el dinero a sus hijos.                                                                         |
| 6 de agosto de 1756  | 16       | Viuda de Taust y cinco hijos .                                                                     | 1.500 libras | Dado que la viuda y uno de los hijos murieron después del testamento de Handel en 1750, Händel exigió que las 1.200 libras originales (para los hijos) más las 300 libras originales (de la viuda) se distribuyeran entre los cinco hijos restantes (300 £ cada uno). |
| 6 de agosto de 1756  | 17       | Thomas Morrell                                                                                     | 200 libras | Doctor Thomas Morrell de Turnham Green. |
| 6 de agosto de 1756  | 18       | Newburgh Hamilton                                                                                  | 100 libras | Hamilton (de Old Bond Street) había colaborado con Händel en la adaptación de la letra de algunas de las obras de Händel. |
| 6 de agosto de 1756  | 19       | George Amyant                                                                                      | 200 libras | Con el codicilo de 1756, Handel hizo que George Amyant, Señor de Lawrence Pountney Hill, coejecutor de su testamento (junto con la sobrina de Handel). |
| 22 de marzo de 1757  | 20       | John Duburk                                                                                        | 500 libras | Duburk era sobrino de Peter Leblond. Como Le Blond había muerto hacía poco, Handel dio a Duburk las 500 £ asignadas previamente. |
| 22 de marzo de 1757  | 21       | Thomas Bramwell                                                                                    | 30 libras | Bramwell era criado de Handel. Handel estipuló que el dinero solo se pagaría si Bramwell todavía vivía con Handel en el momento de la muerte de Handel. |
| 4 de agosto de 1757  | 22       | Christianna Sussanna Handel                                                                        | 300 libras | Christian Gottlieb Handel había muerto recientemente, por lo que Handel legó sus 300 libras ya asignadas a Christianna (que vivía en Goslar).. |
| 4 de agosto de 1757  | 23       | Rahel Sophia Handel                                                                                | 300 libras | Rahel era otra hermana de Christian Gottlieb Händel, y vivía en Pless, cerca de Teschen, en Silesia. |
| 4 de agosto de 1757  | 24       | John Rich, Señor                                                                                   | "Mi gran organo que se encuentra en el Theatre Royal, en Covent Garden"                                                                     | |
| 4 de agosto de 1757  | 25       | Charles Jennens, Señor                                                                             | "Dos cuadros, cabeza del anciano y cabeza de la anciana, hechos por Denner (1685-1749)."                                                    | Balthasar Dennar pintó varios retratos de Handel, pero nada se sabe de las cuadros mencionados en el testamento de Handel. |
| 4 de agosto de 1757  | 26       | — Granville, Señor                                                                                 | "El paisaje, una vista del Rin, hecha por Rembrandt, y otra, por la misma mano, quien me hizo un regalo hace algún tiempo."                 | El primer nombre es ilegible, pero es Bernard Granville de Holles Street y Calwich Abbey, Staffordshire. |
| 4 de agosto de 1757  | 27       | Hospital Foundling                                                                                 | "una bonita copia de la partitura, y todas las partes de mi oratorio llamado el Mesías"                                                     | |
| 11 de abril de 1759  | 28       | Administradores o comisarios de la Sociedad para el Apoyo a los Músicos Necesitados y sus Familias | 1,000 libras | "para ser disouesto de la manera más beneficiosa para los objetivos de esa organización benéfica". |
| 11 de abril de 1759  | 29       | George Amyant                                                                                      | 200 libras | Además del legado anterior. |
| 11 de abril de 1759  | 30       | Thomas Harris, Señor                                                                               | 300 libras | Thomas Harris de Lincolns Inn Fields. |
| 11 de abril de 1759  | 31       | John Hetherington                                                                                  | 100 libras | "John Hetherington, de la oficina de las "Primeras frutas y diezmos", en el Middle Temple". |
| 11 de abril de 1759  | 32       | James Smyth                                                                                        | 500 libras | James Smyth, de Bond Street, estuvo presente en el funeral de Handel y escribió una larga relación para otro de los amigos de Handel, Bernard Granville. |
| 11 de abril de 1759  | 33       | Mathew Dubourg                                                                                     | 100 libras | Mathew Dubourg era un músico. |
| 11 de abril de 1759  | 34       | Thomas Bramwell                                                                                    | 70 libras | Además del legado anterior. |
| 11 de abril de 1759  | 35       | Benjamin Martyn                                                                                    | 50 guineas | |
| 11 de abril de 1759  | 36       | John Belchar                                                                                       | 50 gineas | John Belchar de Sun Court Threadneedle Street era un cirujano. |
| 11 de abril de 1759  | 37       | John de Bourk                                                                                      | "toda mi ropa" | John de Bourk era un sirviente de Händel. |
| 11 de abril de 1759  | 38       | John Cowland                                                                                       | 50 libras | John Cowland de New Bond Street era un farmacéutico. |
| 11 de abril de 1759  | 39       | | 600 libras (máximo) | Para emplear por mi albacea en la construcción de un monumento a Händel en la Abadía de Westminster. |
| 11 de abril de 1759  | 40       | Mrs Palmer                                                                                         | 100 libras | La viuda de Mr Palmer de Chelsea. |
| 11 de abril de 1759  | 41       | Las sirvientas de Handel                                                                           | El salario de un año | "más allá de lo que se les debe en el momento de mi muerte". |
| 11 de abril de 1759  | 42       | Mrs Mayne                                                                                          | 50 gineas | Mrs Mayne era viuda y hermana del difunto Mr. Batt. |
| 11 de abril de 1759  | 43       | Mrs Downalan                                                                                       | 50 gineas | La Sra. Downalan o Donnellan de Charles Street Berkeley Square, una de las dos hijas de Nehemiah Donnellan (1649-1705), Lord Chief Baron del Exchequer en Irlanda, y su esposa Martha.                                                                                |
| 11 de abril de 1759  | 44       | Mr Reiche                                                                                          | 200 libras | Mr Reiche era el secretario de los asuntos de Hanover. |

## Funerales de Händel
En el codicilo final de su voluntad (apartado 39 de la tabla anterior), Handel expresó su deseo de ser enterrado de la siguiente manera:

Espero tener el permiso del deán y del Capítulo de Westminster para ser enterrado en la Abadía de Westminster, de manera privada, a discreción de mi albacea, el Sr. Amyand; y deseo que mi dicho albacea  tenga permiso para erigirme un monumento para mi allí, y que cualquier suma que no exceda las seiscientas libras, sea gastada para tal fin, a discreción de mi dicho albacea.
G.F.Handel

Händel fue sepultado en el ala sur de la Abadía de Westminster y su funeral tuvo lugar el viernes, 20 de abril de 1759. Las honras fúnebres fueron presididas por el Dr. Zachary Pearce (Obispo de Rochester), asistieron más de 3,000 personas. Los coros de la capilla real, de la catedral de San Pablo y la Abadía de Westminster cantaron el Himno Funerario de William Croft (1678-1727).